# Jan van Zijst
Jan Godfried Adriaan van Zijst (Utrecht, 31 oktober 1903 – Emmen, 6 april 1944) was een Nederlands journalist en fascistisch politicus.
Jan van Zijst was een zoon van Wouter Adriaan van Zijst en Catharina Froger. Jan van Zijst was getrouwd met Maria Johanna Antonia Verjans, van wie hij later scheidde.
In 1932 was Van Zijst woonachtig in Leusden. Hij was hoofdredacteur van De Amersfoortsche Courant en hij bewoog zich in kringen van het Nederlandse fascisme. Hij was bevriend met professor J.L. Pierson en diens echtgenote, Lucy Marie Pierson-Franssen. Ook was hij bevriend met George Kettmann, die hij in contact bracht met het echtpaar Pierson-Fransen. Via hen komt Kettmann later in contact met Anton Mussert, oprichter van de Nationaal-Socialistische Beweging (NSB). In diezelfde tijd was hij Afdelingsleider van De Bezem te Leusden/Amersfoort en als zodanig betrokken bij een couppoging in de Algemeene Nederlandsche Fascisten Bond (ANFB) in december 1932.
In mei 1933 was hij uit de NSNAP-Bezem getreden. Later in 1933 was hij lijsttrekker van de Oranje-Fascisten; een Nederlandse fascistische politieke partij die dat jaar aan de Kamerverkiezingen deelnam. Na het echec van 261 stemmen (0,007%) keerde hij eind 1933 terug in de ANFB. Korte tijd later nam Van Zijst deel aan de Corporatieve Concentratie.
Zijn overlijdensakte van de gemeente Emmen uit 1947 vermeldt dat hij woonachtig was in Haarlem. Jan van Zeist overleed in 1944 op 40-jarige leeftijd.
In Utrecht is de Van Zijstweg vernoemd naar vader Wouter Adriaan, die wethouder was in Utrecht.
 Portaal: Fascisme en nationaalsocialisme in Nederland · Fascisme · Nationaalsocialisme